# آنا نوواک
آنا نوواک (لهستانی: Anna Nowak؛ زادهٔ ۱۰ اکتبر ۱۹۶۶) بازیگر و مجری تلویزیون اهل لهستان است. وی دانش‌آموختهٔ مدرسه ملی فیلم ووچ است.
از فیلم‌ها یا مجموعه‌های تلویزیونی که وی در آن‌ها نقش داشته‌است، می‌توان به قانون حقیقی، در خیابان سپولنی، قانون حقیقی و ع چون عشق اشاره نمود.